# 港龍安啓
港龍 安啓（こうりゅう やすひろ、1961年9月12日 - ）は、徳島県小松島市中田町出身で宮城野部屋に所属した元大相撲力士。本名は沢原 安啓（さわはら やすひろ）。最高位は西前頭4枚目（1986年11月場所）。身長174cm、体重120kg。得意手は右四つ、寄り、下手投げ。

## 来歴・人物
小松島市立小松島中学校在学時から相撲を始め、1年生と2年生の時には、徳島県大会の個人戦で優勝という実績を残した。団体戦でも活躍した。
中学校卒業後に上京して角界入りし、1977年3月、第43代横綱・吉葉山が興した宮城野部屋から初土俵を踏んだ。
巡業中での申し合い数は全力士の中で一、二を争う程で、実によく稽古をした。その甲斐あって1983年9月場所で十両昇進、1986年7月場所で新入幕を果たす。
しかし入幕5場所目の1987年3月場所、椎間板ヘルニアに罹ったことで全休。
同場所直後に腰を手術し、以後は、再起を目指して腰痛との闘いを続けていた。
だが、本場所の土俵に復帰することは遂に叶わず、三段目下位まで番付を落とした1988年1月場所を最後に26歳で廃業した。
廃業後は、徳島県小松島市中田町（1988年頃）→徳島市丈六町（2006年頃）にて「ちゃんこ鍋港龍」を経営していた。ちゃんこ鍋ただ1種類のみを提供することで知られていたが、後に店を明け渡した。
現在、香川県高松市太田下町にて「ちゃんこ鍋港龍」を経営している。
息子の沢原魁門は香川県立高松工芸高校で野球部の正捕手を務め、後にフィジーカーとして活動。

## エピソード
- 容貌から「子泣きジジイ」と呼ばれた。
- 幕内時代は横綱双羽黒の露払いを務めたことがある。
- 1987年は1月場所で負け越し、翌場所から椎間板ヘルニアにより5場所連続休場したため、6場所連続で負け越し。相撲雑誌の新年号の恒例企画「記録で見る相撲界」の6場所すべて勝ち越した力士と負け越した力士では、港龍は「6場所すべて負け越した力士」に掲載された（1988年1月号）。前年の1986年は1月から9月まで8勝7敗と5場所連続で勝ち越し、11月は最高位の前頭4枚目まで上がったが、6勝9敗と負け越したため、6場所すべて勝ち越しとならなかった。

## 主な成績・記録
- 生涯成績：284勝249敗58休 勝率.533
- 現役在位：65場所
- 幕内成績：29勝31敗15休 勝率.483
- 幕内在位：5場所

### 場所別成績
| | 一月場所 初場所（東京）   | 三月場所 春場所（大阪）  | 五月場所 夏場所（東京） | 七月場所 名古屋場所（愛知） | 九月場所 秋場所（東京） | 十一月場所 九州場所（福岡） |
| --- | ------------------------- | ------------------------ | ----------------------- | --------------------------- | ----------------------- | --------------------------- |
| 1977年 （昭和52年） | x                         | （前相撲）               | 東序ノ口30枚目 5–2      | 西序二段83枚目 2–5          | 東序二段110枚目 5–2     | 西序二段58枚目 3–4          |
| 1978年 （昭和53年） | 東序二段69枚目 6–1        | 東序二段9枚目 5–2        | 西三段目60枚目 0–7      | 西序二段13枚目 4–3          | 西三段目87枚目 4–3      | 西三段目65枚目 3–4          |
| 1979年 （昭和54年） | 西三段目78枚目 3–4        | 東序二段3枚目 5–2        | 東三段目67枚目 6–1      | 東三段目18枚目 4–3          | 東三段目8枚目 3–4       | 西三段目20枚目 5–2          |
| 1980年 （昭和55年） | 東幕下58枚目 2–5          | 西三段目23枚目 5–2       | 東幕下60枚目 4–3        | 東幕下51枚目 4–3            | 西幕下41枚目 5–2        | 東幕下24枚目 3–4            |
| 1981年 （昭和56年） | 西幕下34枚目 2–5          | 西幕下57枚目 4–3         | 西幕下44枚目 5–2        | 東幕下24枚目 5–2            | 東幕下13枚目 4–3        | 西幕下8枚目 2–5             |
| 1982年 （昭和57年） | 西幕下25枚目 4–3          | 東幕下20枚目 5–2         | 東幕下11枚目 5–2        | 東幕下6枚目 2–5             | 東幕下21枚目 6–1        | 東幕下6枚目 1–6             |
| 1983年 （昭和58年） | 西幕下25枚目 5–2          | 西幕下14枚目 4–3         | 東幕下9枚目 4–3         | 東幕下5枚目 5–2             | 東十両13枚目 3–12       | 西幕下8枚目 3–4             |
| 1984年 （昭和59年） | 東幕下17枚目 5–2          | 西幕下9枚目 4–3          | 西幕下5枚目 5–2         | 西十両13枚目 3–12           | 西幕下9枚目 5–2         | 西幕下3枚目 5–2             |
| 1985年 （昭和60年） | 西十両12枚目 7–8          | 西十両13枚目 9–6         | 西十両9枚目 10–5        | 西十両5枚目 8–7             | 東十両5枚目 8–7         | 西十両3枚目 7–8             |
| 1986年 （昭和61年） | 東十両5枚目 8–7           | 西十両筆頭 8–7           | 東十両筆頭 8–7          | 西前頭12枚目 8–7            | 東前頭10枚目 8–7        | 西前頭4枚目 6–9             |
| 1987年 （昭和62年） | 東前頭10枚目 7–8          | 西前頭11枚目 休場 0–0–15 | 西十両8枚目 休場 0–0–15 | 東幕下10枚目 休場 0–0–7     | 東幕下51枚目 休場 0–0–7 | 東三段目33枚目 休場 0–0–7   |
| 1988年 （昭和63年） | 東三段目93枚目 引退 0–0–7 | x                        | x                       | x                           | x                       | x                           |
| 各欄の数字は、「勝ち-負け-休場」を示す。 優勝 引退 休場 十両 幕下 三賞：敢=敢闘賞、殊=殊勲賞、技=技能賞 その他：★=金星 番付階級：幕内 - 十両 - 幕下 - 三段目 - 序二段 - 序ノ口 幕内序列：横綱 - 大関 - 関脇 - 小結 - 前頭（「#数字」は各位内の序列） |                           |                          |                         |                             |                         |                             |

## 幕内対戦成績
| 力士名   | 勝数 | 負数 | 力士名 | 勝数 | 負数 | 力士名 | 勝数 | 負数 | 力士名   | 勝数 | 負数 |
| -------- | ---- | ---- | ------ | ---- | ---- | ------ | ---- | ---- | -------- | ---- | ---- |
| 板井     | 0    | 2    | 巨砲   | 0    | 2    | 大錦   | 2    | 0    | 魁輝     | 2    | 1    |
| 霧島     | 1    | 0    | 起利錦 | 0    | 2    | 麒麟児 | 1    | 2    | 蔵間     | 1    | 0    |
| 高望山   | 1    | 1    | 小錦   | 0    | 1    | 逆鉾   | 0    | 1    | 佐田の海 | 2    | 1    |
| 薩洲洋   | 0    | 2    | 陣岳   | 1    | 1    | 太寿山 | 1    | 2    | 大徹     | 3    | 1    |
| 孝乃富士 | 1    | 1    | 隆三杉 | 0    | 1    | 多賀竜 | 1    | 2    | 玉龍     | 1    | 0    |
| 寺尾     | 1    | 0    | 闘竜   | 3    | 1    | 栃剣   | 1    | 3    | 花乃湖   | 1    | 2    |
| 藤ノ川   | 1    | 0    | 富士光 | 1    | 0    | 前乃臻 | 1    | 0    | 益荒雄   | 0    | 1    |

## 四股名の変遷
- 沢原 安啓（さわはら やすひろ）1977年5月場所 - 同年9月場所
- 港龍 安啓（こうりゅう -）1977年11月場所 - 1988年1月場所